# Комиссаров, Владимир Иванович
Владимир Иванович Комиссаров (14 марта 1939, Кудыкино, Московская область — 20 июня 2021, Москва) — советский и российский учёный-правовед, доктор юридических наук, профессор, специалист по уголовному праву и криминалистике. Заслуженный юрист Российской Федерации.

## Биография
Родился 14 марта 1939 года в селе Кудыкино Орехово-Зуевского района Московской области. Отец, Комиссаров Иван Петрович, пропал без вести на фронте в ноябре 1941 года. Мать, Комиссарова Вера Тарасовна, умерла в 1945 году, оставив сиротами пятерых детей.
- 1958 год — 1962 год — служба в воздушно-десантных войсках Вооружённых Сил СССР.
- 1964 год — окончил вечернюю школу рабочей молодёжи.
- 1964 год — 1968 год — учёба на юридическом факультете Московского государственного университета имени М. В. Ломоносова.
- 1968 год — 1972 год — работа в прокуратуре Саратовской области.
- 1972 год — 2013 год — на научной и преподавательской работе в Саратовской государственной юридической академии.
- 1976 год — 1977 год — учёба в годичной аспирантуре МГУ имени М. В. Ломоносова.
- 1977 год — защита диссертации на соискание учёной степени кандидата юридических наук на тему «Научные, правовые и нравственные основы следственной тактики» под руководством доктора юридических наук, профессора А. Н. Васильева.
- 1983 год — 1985 год — командирован в Монгольскую Народную Республику, где преподает на юридическом факультете Монгольского государственного университета. В этот период Комиссаровым изданы первые работы по криминалистике на монгольском языке.
- 1989 год — защита диссертации на соискание учёной степени доктора юридических наук на тему «Актуальные проблемы следственной тактики».
- 1992 год — присвоено учёное звание профессора.
- 1996 год — 1999 год — проректор по учебной работе Саратовской государственной академии права.
- 1998 год — 2013 год — заведующий кафедрой методологии криминалистики Саратовской государственной юридической академии.
- 2013 год — 2021 год — профессор Московского пограничного института ФСБ России.

Умер 20 июня 2021 года в Москве.

## Научная деятельность
Является одним из основоположников криминалистики, как науки в Монгольской Народной Республике. Им издан первый учебник по криминалистике, а также ряд учебных пособий на монгольском языке (1983—1985). Подготовил к защите на соискание ученой степени кандидата юридических наук заведующего кафедрой Высшей следственной школы МВД Монгольской Народной Республики.
За годы работы Комиссаровым опубликовано более 110 научных работ по криминалистике, уголовному и уголовно-процессуальному праву, из них ряд монографий, учебников и учебных пособий. Основными направлениями научных исследований Комиссарова являлись проблемы совершенствования криминалистической тактики, защита прав и законных интересов участников уголовного судопроизводства, проблемы тактики и методики расследования отдельных категорий преступлений. Его научные работы востребованы не только в родном вузе, но и в иных учебных заведениях соответствующего профиля. Активно публиковался в ведущих научных журналах, таких как Государство и право, Правоведение, Советская юстиция, Социалистическая законность и других.
Им подготовлено 18 кандидатов юридических наук, кроме того осуществлено научное консультирование при подготовке трёх докторских диссертаций.

## Награды
- Медаль «Ветеран труда»
- Заслуженный юрист Российской Федерации (1999)[6]
- Почётный работник высшего профессионального образования Российской Федерации (1997)
- Почётный знак Губернатора Саратовской области «За любовь к родной земле»
- Почётная грамота посольства СССР в Монгольской Народной Республике
- Почётная грамота Генеральной прокуратуры СССР
- Почётная грамота Генеральной прокуратуры Российской Федерации
- Почётная грамота МВД России
- Почётная грамота Губернатора Саратовской области (2004)[7]

## Память
- Всероссийский конкурс молодых учёных на лучшую научную статью в журнал «Эксперт-криминалист» имени профессора В. И. Комиссарова.

## Избранная библиография

### Диссертации
- Комиссаров В. И. Научные правовые и нравственные основы следственной тактики. Дис. … канд. юрид. наук. — М., 1977. — 191 с.
- Комиссаров В. И. Актуальные проблемы следственной тактики. Дис. … д-ра юрид. наук. — М., 1989.

### Монографии, учебные пособия
- Комиссаров В. И. Теоретические проблемы следственной тактики / ред. А. И. Михайлов. — Саратов: Издательство СГУ, 1987. — 156 с.
- Комиссаров В. И., Пономарёва Л. В. Особенности расследования изнасилований: учебно-методическое пособие. — Саратов: Издательство СГАП, 1998. — 48 с. — ISBN 5-7924-0029-6.
- Комиссаров В. И., Лапин Е. С. Товарная ссуда как способ хищения. Теоретические проблемы частной методики расследования преступлений. — Саратов: Издательство СГАП, 1999. — 144 с. — ISBN 5-7924-0050-4.
- Коллектив авторов. Криминалистическая тактика и методика расследования преступлений: учебно-методическое пособие / ред. В. И. Комиссаров. — Саратов: Издательство СГАП, 1999. — 80 с.
- Тактика следственных действий: учебное пособие / ред. В. И. Комиссаров. — Саратов: Издательство СГАП, 2000. — 202 с. — ISBN 5-7924-0126-8.
- Комиссаров В. И., Лапин Е. С. Расследование хищений, совершенных с использованием товарных кредитов. — М.: Юрлитинформ, 2001. — 192 с. — ISBN 5-93295-024-2.
- Кисленко С. Л., Комиссаров В. И. Судебное следствие: состояние и перспективы. — М.: Юрлитинформ, 2003. — 176 с. — ISBN 5-93295-103-6.
- Комиссаров В. И., Лакаева О. А. Тактика допроса потерпевших от преступлений, совершаемых организованными группами лиц. — М.: Юрлитинформ, 2004. — 160 с. — ISBN 5-93295-128-5.
- Комиссаров В. И., Лялина Е. В. Первоначальный этап расследования изнасилований, совершаемых группой несовершеннолетних. — М.: Юрлитинформ, 2007. — 193 с.
- Комиссаров В. И., Левченко Е. В. Биологические следы человека как объект криминалистического исследования. — М.: Юрлитинформ, 2009. — 175 с. — ISBN 978-5-93295-493-5.
- Комиссаров В. И. Криминалистическая тактика: история, современное состояние и перспективы развития. — М.: Юрлитинформ, 2009. — 191 с. — ISBN 978-5-93295-503-1.
- Коллектив авторов. Криминалистика. Учебник / ред. Е. П. Ищенко. — М.: Проспект, 2019. — 504 с. — ISBN 978-5-392-29492-3.

### Статьи
- Комиссаров В. И., Комиссарова Г. К. Диалектические аспекты целей и средств криминалистики // Правоведение : научный журнал. — 1985. — № 3. — С. 33—38.
- Комиссаров В. И. Нетрадиционные пути в методике расследования // Социалистическая законность : научный журнал. — 1990. — № 7. — С. 23—24.
- Комиссаров В. И. О нравственных аспектах предварительного расследования преступлений // Государство и право : научный журнал. — 1992. — № 11. — С. 110. — ISSN 1026-9452.
- Комиссаров В. И., Холодный Ю. И. Полиграф как средство получения процессуально значимой информации по уголовному делу // Правоведение : научный журнал. — 1999. — № 1. — С. 180—185. — ISSN 2658-6037.
- Комиссаров В. И. Потерпевший — центральная фигура уголовного судопроизводства // Российская юстиция : научный журнал. — 2010. — № 9. — С. 32—34. — ISSN 0131-6761.
- Комиссаров В. И. Предъявление для опознания и допрос опознающих в уголовном судопроизводстве: состояние и перспективы развития // Правоведение : научный журнал. — 2001. — № 4. — С. 170—176. — ISSN 2658-6037.
- Комиссаров В. И. Об актуальных направлениях развития криминалистической тактики // Российский следователь : научный журнал. — 2014. — № 6. — С. 8—11. — ISSN 1812-3783.

### Биография
- Комиссаров, Владимир Иванович // Видные учёные-юристы России (Вторая половина XX века). Энциклопедический словарь биографий / ред. В. М. Сырых. — М.: РАП, 2006. — 548 с. — 1500 экз. — ISBN 5-93916-056-5.
- Хачатуров Р. Л. Комиссаров, Владимир Иванович // Юридическая энциклопедия / ред. В. А. Якушин. — Тольятти: Издательство Волжского университета им. В. Н. Татищева, 2004. — Т. 3: З-Л. — 433 с. — ISBN 5-94510-037-4.
- Белкин Р. С. Комиссаров, Владимир Иванович // Криминалистическая энциклопедия. — М.: Мегатрон — XXI, 2000. — 333 с. — ISBN 5-901391-01-2.
- Славгородская О. А. Комиссаров: вектор жизни // Lex Russica : научный журнал. — 2014. — № 5. — С. 618—621. — ISSN 1729-5920. — doi:10.7256/1729-5920.2014.5.11710.
- Иванов, А. Н. История саратовской научной школы криминалистики : монография в 3 частях / А. Н. Иванов, Д. С. Хижняк. Том Часть 1. — Саратов : Саратовская государственная юридическая академия, 2022. — 268 с. — ISBN 978-5-7924-1787-8.
- Хижняк, Д. С. Роль профессора В. И. Комиссарова в развитии криминалистической тактики / Д. С. Хижняк // Советская и российская криминалистика: традиции и перспективы : Материалы всероссийской научно-практической конференции с международным участием, Москва, 02 февраля 2023 года. — Москва: Московская академия Следственного комитета Российской Федерации, 2023. — С. 55-59.

### Критика
- Зинатуллин З. Рецензия на книгу: В. И. Комиссаров. Теоретические проблемы следственной тактики. — Саратов: Изд-во ун-та, 1987. — 156 с. // Социалистическая законность : научный журнал. — 1989. — № 3. — С. 79.
- Дьячков А., Закатов А. Комиссаров В. И., Лапин Е. С. Товарная ссуда как способ хищения. — Саратов, 1999. — 143 с. (Рецензия) // Законность : научный журнал. — 2000. — № 6. — С. 65. — ISSN 0869-4486.
- Ананиан Л. Л. Жердев В. А., Комиссаров В. И. Расследование серийных корыстно-насильственных преступлений, совершённых организованными группами, на начальном этапе. М.: ЮРЛИТИНФОРМ, 2001. 158 с. (Б-ка криминалиста) (Рецензия) // Социальные и гуманитарные науки : научный журнал. — 2003. — № 4. — С. 122—125. — ISSN 2219-861X.